# إرنست هيلدبراند
إرنست هيلدبراند (بالألمانية: Ernst Hildebrand) هو رسام ألماني، ولد في 8 مارس 1833 في Falkenberg (Heideblick) ‏ في ألمانيا، وتوفي في 17 نوفمبر 1924 في برلين في ألمانيا.